# М'яковолосець лядвенцевий
М'яковолосець лядвенцевий (Glinus lotoides) — вид квіткових рослин родини м'якотравцевих (Molluginaceae).

## Біоморфологічна характеристика
Це однорічна рослина. Стебло розпростерте, м'яко запушене. Листки часто у пучках. Стамінодії (це часто рудиментарні тичинки, що не виробляють пилок) білі.

## Поширення
Росте в Африці, на півдні Європи, на півдні Азії, в Австралії.
В Україні вид росте на пісках — на крайньому південному заході України (ок. м. Рені Одеської обл.).